# 다니엘레 메시나
다니엘레 메시나(이탈리아어: Daniele Messina, 1992년 3월 19일, 이탈리아 아트리 ~ )는 이탈리아의 축구 선수이며 세리에 D의 칼초 비안카빌라에서 뛰고있다.